# Ceratophyllus maculatus
Ceratophyllus maculatus är en loppart som beskrevs av Wagner 1927. Ceratophyllus maculatus ingår i släktet Ceratophyllus och familjen fågelloppor. Inga underarter finns listade i Catalogue of Life.